# 南部虎弾
南部 虎弾（なんぶ とらた、1951年〈昭和26年〉7月14日 - 2024年〈令和6年〉1月20日）は、日本のコメディアン、パフォーマー。電撃ネットワークメンバー。ダチョウ倶楽部初代リーダー。
本名は佐藤 道彦（さとう みちひこ）。愛称は南部ちゃん。身長168cm。血液型RHマイナスO型。既婚。オフィス電撃ネットワーク所属。メディア関係は主に、芸能プロダクション「ビッグ・ブッキング・エンターテインメント（株式会社BBE）」に委託していた。芸名の名付け親は市原悦子。

## 来歴
山形県鶴岡市出身。実家は佐辰輪店という自転車屋。高崎経済大学中退。
第一生命営業マンを経て渡仏。帰国後、ロシア音楽舞踏団を経て、コント赤信号がいるテアトル・エコーに参加する。

### ダチョウ倶楽部の元リーダー
デビュー当初のダチョウ倶楽部のリーダーだった。デビュー当初の生意気な口の利き方については「あの当時、生意気な口を利いて共演者を怒らせて盛り上げる事が面白いと勘違いしていた」と述べている。
南部が抜けた後の3人による南部時代の回顧によると「夜中に突然上島の家に電話をかけ、『お前ビー玉飲めるか？』と聞いた」「コントの段取りを無視して奇声を上げて走り回ったりした」「『ハナクソ』のイントネーションに関する議論だけで打ち合わせが延々続いた」「いきなり『俺は久米宏になる！』と宣言した」などがある。
芸風や方向性の違い、さらにはメンバーとの仲違い等からダチョウ倶楽部を脱退。その後の3人とは関係は良好であり、入院時には3人揃って見舞いに来たこともあったという。

### 電撃ネットワークを結成
脱退後、1990年に電撃ネットワークを結成。過激な体を張った芸で有名である。1992年、トーキョー・ショック・ボーイズ（Tokyo Shock Boys）として海外進出し、オーストラリアを中心に活動している。
当時、金魚を飲み込んで吐き出すという「人間ポンプおじさん」が流行り、電撃風にアレンジするためにピラニアを使用して挑戦したものの、吐き出せなかったことがある。吐き出せなかったピラニアが胃の中でかみつくなど、とにかく激痛であったが「怪我をした」というとテレビ局から声がかからなくなると思い、救急車も呼ばずに我慢した。結局、ビールを飲むために訪れたリンガーハットのトイレで、真っ赤な血だらけのピラニアが出てきたとのこと。この出来事について「水曜日のダウンタウン」に出演した際に今までで1番痛かった出来事に挙げている。
安眠ベッドの通信販売番組に出演するほか、プロレスや格闘技イベントのプロデューサーとしても活動した。黒澤明監督の『影武者』に端役で出演したことがあり、出演者クレジットは「南部虎太」となっている。

### 晩年～死去
2012年ごろに糖尿病と診断された。その後、2017年3月末、糖尿病の悪化により自宅で倒れ、緊急入院。治療の過程で急性冠症候群による心不全の状態と診断され、同年5月12日に8時間にわたる心臓バイパス手術が行われる。療養後、鳳恵弥が主演を務める連続ショートドラマ『あじさい』で活動を再開する。
2019年5月28日、糖尿病を原因とする腎機能低下の治療のため、妻をドナーとして生体腎臓移植手術を受ける。
2024年1月20日午後11時55分、脳卒中のため、死去した。72歳没。彼の死を看取った妻によると、前日の午後10時頃に妻がパート先から自宅に戻って来たところに布団の上で倒れている南部を発見し、直ぐに救急車で緊急搬送されるも脳卒中と診断された時点で既に意識不明となっていた。
なお、死去当日は、静岡県内でのバスケットボール試合のハーフタイムショーに出演予定で、南部自身も参加するはずだったが、この事態を踏まえ、已む無くショーは南部以外のメンバーのみで披露された。そして、静岡での営業後、メンバーが病院に駆け付けた際には南部は危篤状態に陥っており、その僅か1時間後に意識が戻らないまま息を引き取ったという。
葬儀は遺族の意向で喪服での出席は厳禁となり、出席者はツナギやコスプレ、着ぐるみなどを着用して参列した。戒名は輝笑院法和虎道信士。参列者の中には松村邦洋、ラサール石井、東国原英夫、ウド鈴木等の共に芸能界で活躍して来た芸人仲間やプライベートでも親交のあった歌手のサンプラザ中野くんやダイヤモンド・ユカイ、更には共演経験が多かったデヴィ・スカルノや俳優の塩谷瞬、赤井英和等数多くの著名人が参列した。

## エピソード
2010年に田代まさしが再逮捕された際に「田代まさしはこれで最後です！」と厳しい文面をブログにアップした。一方で、2018年に田代と再会した際には記念写真をツイッターにアップした。また、出所を控えた2022年2月には同じく田代を支援していた中村ゆうじとともにYouTubeにて田代について対談し、「また何かやりたいと言い出したら一緒にやろう」とエールを送っている。2024年に南部が亡くなった際にも田代は通夜に出席している。
2022年、上島の死去に際して「じっくり上島さんと話をした試しがないんですよ。いつも遠ざかるっていうか、みんなの前ではあんなにやさしく楽しく振る舞うのに、ひとりになるとポツンと。だんだんひとりぼっちの世界になっていくっていうのは感じてました」と印象を語った。そして「やっぱり自分で死を選ぶってのは間違ってますよ。私は2年前に腎臓移植やってベッドにいる時に、どうやって生きようかと。周りの人も自分の命をどうやって守っていこうかって…。自分で命を捨ててしまうってのはね、やっぱり竜兵くん、間違ってるよ！間違ってるよと言っても、もう帰ってこれないんだから」と声を震わせた。

## 持ちネタ
ビールなどの缶を額にくっつけ、中身をグラスに注いだり、缶を凹ませたりする「禅パワー」、紙幣を耳たぶにステープラーで留めるという「福耳男」、睾丸にロープを括り付けてコンクリートブロックを持ち上げる、「サソリ食い」「ドライアイスのむさぼり食い」「蛍光灯のケツ割り」など、過激なパフォーマンスが特徴である。

## 出版物

### DVD
- 『南部塾 糞闘編』（2006年6月、ソニマ）

### 書籍
- 『電撃ネットワーク南部の公開処刑』（1995年3月、データハウス） ISBN 978-4887183148
- 『絶対成功しない生き方 南部式幸福論』（2008年11月13日、講談社） ISBN 978-4062149761

### 連載
- ゲオ・フリーマガジン「G-get Press」『南部虎弾の俺の映画道』（2006年11月 - 、終了不明）
- デイリースポーツ『電撃ウォーリャーズ』（2004年4月 - 、終了不明　毎月第4火曜日掲載）
- 本当にあった笑える話『オレもスゴイがヤツラもすげー!!』（2001年10月 - 、終了不明、ぶんか社）
- 週刊大衆別冊パパラッチ『死ぬかも知れないお仕事』（2006年1月 - 6月、双葉社）
- 夕刊フジ『パチンコ情報コーナー』（2003年12月 - 2004年6月）
- 月刊女性専門求人誌「SaLan」『南部虎弾のいい女指南塾』（2003年8月 - 2004年2月、ぴいぷる社）
- パチスロマニアックス『南部道場』（2002年1月 - 2004年5月、ビッグマン社）
- TV saru『南部虎弾の危パン』（2001年9月 - 2004年8月、バウハウス）
- 日刊ゲンダイ『格闘男』（2000年11月 - 2002年12月）

## 出演

### テレビドラマ
- 蒲田行進曲（1983年6月22日・29日、TBS） - 大部屋俳優 役 ※南部寅太名義
- 裸の大将放浪記 第14話「帰ってきた裸の大将放浪記」（1984年10月14日、関西テレビ） - 木馬亭の従業員 役
- 私立探偵 濱マイク 第5話（2002年7月29日、読売テレビ） - おもちゃ屋店員 役
- 仮面ライダーゴースト 第2話・第46話（2015年10月11日・2016年8月28日、テレビ朝日） -  園田義則 役
- 魔法★男子チェリーズ 第10話 - 第12話・第15話（2014年8月23日 - 9月6日・9月27日、テレビ東京） - 電気男・田頭徳男 役

### 映画
- 影武者（1980年4月26日、東宝） - 雑兵 役 ※南部虎太名義
- ファイト☆ガールズ（2003年10月25日、NBCユニバーサル・エンターテイメントジャパン） - 友情出演
- いかレスラー（2004年7月17日、ファントム・フィルム） - 南部虎弾（本人） 役 ※特別出演
- 倍音 〜ばいおん〜（2004年12月16日、ビーエムドットスリー）
- 兜王ビートル（2005年7月16日、IMAGICA） - 友情出演
- 美しき女豹 BODY SNIPER（2010年、ユナイテッド・エンタテインメント）
- Destroy Vicious デストロイ・ヴィシャス（2011年、Punk Film）
- ソフテン！（2014年10月31日、オフィスインベーダー）
- TokyoLoss2（2024年秋公開予定、ベストブレーン） - オムニバス長編

### バラエティ番組
- ひょうきん予備校（1986年10月 - 1987年9月） - ダチョウ俱楽部時代

### ドキュメンタリー
- ザ・ノンフィクション 芸に命をかけた人 〜南部虎弾と妻の約束〜 〈前・後編〉（2024年5月12日・19日、フジテレビ）[26][27]

### ラジオ
- 渋谷を元気にするラジオ（2021年4月2日 - 2023年3月31日、渋谷のラジオ） - 中村ゆうじとともにパーソナリティ

### CM
- 北日本地産「3456（サガシゴロ）」（2012年1月 - 、岩手県限定）

### オリジナルビデオ
- 聖少女仮面マルガリータ（1992年、ケイエスエス） - ベルゼバブ 役
- Zero WOMAN 最後の指令（1998年、マクザム） - ミスター・チュン 役
- 妄想特撮シリーズ 恋身女子校生パティ（2000年、ソフト・オン・デマンド） - マグス 役
- 妄想特撮シリーズ 恋身女子戦隊パティーズ（2002年、ソフト・オン・デマンド） - マグス 役
  - 2作共にノーマルバージョン、アダルトバージョンの2種類がある。
- シベリア超特急・番外編 欲望列車（2005年、イーネットフロンティア） - 出演・プロデューサー
- 新・セーラー服刑事3 番外編・愛しい人（2008年、オルスタックピクチャーズ）

### テレビアニメ
- 怪獣酒場 カンパーイ! 第4話（2015年7月28日、TOKYO MX） - ザラブ星人（声の出演）

## 関係人物
- 電撃ネットワーク
  - 三五十五
  - ギュウゾウ
  - ダンナ小柳
- ダチョウ倶楽部
  - 肥後克広
  - 上島竜兵
  - 寺門ジモン
- エスパー伊東
- 田代まさし - ハッカ隊として共に活動
- 中村ゆうじ - 同上